# Diocesi di Labrador City-Schefferville
La diocesi di Labrador City-Schefferville (in latino Dioecesis Labradorpolitana-Scheffervillensis) è stata una sede della Chiesa cattolica in Canada suffraganea dell'arcidiocesi di Keewatin-Le Pas.

## Territorio
La diocesi si estendeva su parte di due province canadesi: Terranova e Labrador e Québec.
Sede vescovile era la città di Labrador City, dove fungeva da cattedrale la basilica di Nostra Signora del Perpetuo Soccorso. A Schefferville sorgeva la concattedrale del Cuore Immacolato di Maria.
Il territorio si estendeva su 906.500 km² ed era suddiviso in 24 parrocchie.

## Storia
Il vicariato apostolico del Labrador fu eretto il 13 luglio 1945 con la bolla Quo Christi Regno di papa Pio XII, ricavandone il territorio dai vicariati apostolici della Baia di Hudson e del Golfo di San Lorenzo e dalla diocesi di Harbour Grace (oggi rispettivamente diocesi di Churchill-Baia di Hudson, diocesi di Baie-Comeau e diocesi di Grand Falls).
Il 13 luglio 1967, in forza della bolla Adsiduo perducti studio di papa Paolo VI, il vicariato apostolico fu elevato a diocesi con il nome di diocesi di Labrador-Schefferville; sede vescovile era la città di Schefferville, che prese il nome dal primo vicario apostolico, Lionel Scheffer. La diocesi apparteneva alla provincia ecclesiastica dell'arcidiocesi di Keewatin-Le Pas.
Il 4 settembre 1976 per effetto del decreto Excellentissimus della Congregazione per l'evangelizzazione dei popoli la chiesa di Nostra Signora del Perpetuo Soccorso di Labrador City fu elevata al grado di concattedrale e al vescovo fu concesso di risiedere a Labrador City.
Il 27 aprile 1987, con il decreto Apostolicis sub plumbo Litteris della Congregazione per l'evangelizzazione dei popoli, la sede episcopale fu trasferita a Labrador City, la concattedrale di Nostra Signora del Perpetuo Soccorso di Labrador City divenne cattedrale della diocesi e la cattedrale del Cuore Immacolato di Maria divenne concattedrale, contestualmente la diocesi assunse il nuovo nome di Labrador City-Schefferville.
Dal 6 agosto 2003 e fino alla sua soppressione fu unita in persona episcopi alla diocesi di Saint George's (oggi diocesi di Corner Brook-Labrador).
Il 31 maggio 2007 la diocesi è stata soppressa e il suo territorio è stato suddiviso tra la diocesi di Saint George's (che ha assunto il nome di diocesi di Corner Brook-Labrador), la diocesi di Amos e la diocesi di Baie-Comeau. Contestualmente l'antica cattedrale di Nostra Signora del Perpetuo Soccorso di Labrador City è stata eretta a basilica minore.

## Cronotassi dei vescovi
- Lionel Scheffer, O.M.I. † (14 marzo 1946 - 3 ottobre 1966 deceduto)
- Henri Légaré, O.M.I. † (13 luglio 1967 - 21 novembre 1972 nominato arcivescovo di Grouard-McLennan)
- Peter Alfred Sutton, O.M.I. † (9 maggio 1974 - 24 gennaio 1986 nominato arcivescovo coadiutore di Keewatin-Le Pas)
- Henri Goudreault, O.M.I. † (27 aprile 1987 - 16 luglio 1996 nominato arcivescovo di Grouard-McLennan)
- David Douglas Crosby, O.M.I. (24 ottobre 1997 - 31 maggio 2007 nominato vescovo di Corner Brook-Labrador)

## Statistiche
La diocesi nel 2004 su una popolazione di 43.924 persone contava 14.542 battezzati, corrispondenti al 33,1% del totale.
| anno | popolazione | popolazione | popolazione | presbiteri | presbiteri | presbiteri | presbiteri                | diaconi | religiosi | religiosi | parrocchie |
| anno | battezzati  | totale      | %           | numero     | secolari   | regolari   | battezzati per presbitero | diaconi | uomini    | donne     | parrocchie |
| ---- | ----------- | ----------- | ----------- | ---------- | ---------- | ---------- | ------------------------- | ------- | --------- | --------- | ---------- |
| 1948 | 2.140       | 10.300      | 20,8        | 10         |            | 10         | 214                       |         | 18        |           | 4          |
| 1966 | 10.700      | 35.000      | 30,6        | 27         |            | 27         | 396                       |         | 38        | 25        | 18         |
| 1970 | 19.081      | 40.000      | 47,7        | 27         | 1          | 26         | 706                       |         | 36        | 28        |            |
| 1976 | 21.459      | 46.829      | 45,8        | 20         |            | 20         | 1.072                     |         | 33        | 47        |            |
| 1980 | 17.875      | 51.304      | 34,8        | 22         | 1          | 21         | 812                       |         | 31        | 44        |            |
| 1990 | 14.264      | 47.940      | 29,8        | 12         | 2          | 10         | 1.188                     |         | 15        | 39        | 25         |
| 1999 | 13.146      | 45.739      | 28,7        | 10         | 1          | 9          | 1.314                     | 1       | 11        | 17        | 25         |
| 2000 | 14.330      | 46.365      | 30,9        | 12         |            | 12         | 1.194                     |         | 13        | 21        | 25         |
| 2001 | 14.040      | 46.365      | 30,3        | 14         | 1          | 13         | 1.002                     | 1       | 14        | 21        | 25         |
| 2002 | 14.040      | 46.365      | 30,3        | 13         | 1          | 12         | 1.080                     | 1       | 14        | 21        | 16         |
| 2003 | 14.124      | 45.613      | 31,0        | 12         | 1          | 11         | 1.177                     |         | 13        | 23        | 24         |
| 2004 | 14.542      | 43.924      | 33,1        | 14         | 2          | 12         | 1.038                     | 1       | 14        | 23        | 24         |